# Hiroo Shima
Hiroo Shima (jap. 嶋 宏大, Shima Hiroo; * 10. Mai 1963 in Shimokawa) ist ein ehemaliger japanischer Skispringer.
Bei den Olympischen Winterspielen 1984 in Sarajevo sprang Shima auf der Normalschanze auf den 45. Platz und auf der Großschanze auf den 51. Platz.
Am 9. Februar 1985, also etwa ein Jahr nach den Winterspielen, bestritt Shima sein erstes Springen im Skisprung-Weltcup. In Sapporo konnte er dabei mit dem 11. Platz erstmals in die Punkteränge springen. Auch in seinem zweiten Weltcup-Springen ein Jahr später auf der gleichen Schanze gelang ihm dies mit einem 8. Platz.
In der folgenden Saison trat Shima bei der Vierschanzentournee 1986/87 an, landete jedoch nur auf den hinteren Plätzen und blieb somit erfolglos. Im ersten Weltcup nach der Tournee konnte er jedoch in Sapporo mit Platz 3 zum ersten und auch einzigen Mal in seiner Karriere auf das Podium springen. Nachdem er auch im zweiten Springen mit Platz 6 weitere Punkte gewinnen konnte, beendete er die Weltcup-Saison 1986/87 am Ende auf dem 29. Platz in der Gesamtwertung.
Im gleichen Jahr trat er bei der Nordischen Skiweltmeisterschaft 1987 in Oberstdorf an und erreichte dabei auf der Großschanze den 60. Platz. Zum Jahreswechsel bestritt er die Vierschanzentournee 1987/88, konnte jedoch nur in Bischofshofen unter die besten 100 springen und beendete daraufhin nach der Tournee seine aktive Skisprungkarriere im Alter von 23 Jahren.